# Caloboletus
Caloboletus ist eine Pilzgattung aus der Familie der Dickröhrlingsverwandten (Boletaceae). Charakteristisch ist die Merkmalskombination aus gelber Röhrenschicht, oliv-braunem Sporenpulver, glattwandigen Sporen, einer Hutdeckschicht aus verwobenen Pilzfäden sowie einem blauenden und deutlich bitter schmeckenden Fleisch.
Die Typusart ist der Schönfuß-Röhrling (Caloboletus calopus).

## Merkmale

### Makroskopische Merkmale
Der Hut ist gewöhnlich blass, weißlich bis rauchgrau oder lehm- bis lederfarben gefärbt. Häufig kommen ocker-/olivfarbenen Töne vor, selten dagegen rote. Allmählich wird der Hut dunkler. Er blaut nicht bei Verletzung. Bis auf Caloboletus firmus mit seinen orangen bis roten Poren (Röhrenmündungen) haben die Röhren und Poren zunächst eine zitronen- bis schwefelgelbe, später eine olive Farbe und blauen auf Druck. Der zentrale Stiel ist blassgelb bis gelb, mit oder ohne rote Töne und normalerweise genetzt. Das Netz ist manchmal reduziert oder fehlt sogar. Das weißliche bis blass zitronengelbe Fleisch (Trama) zeigt bisweilen rote Töne in der Stielbasis und verfärbt sich blau im Anschnitt. Aufgrund des in den Fruchtkörpern enthaltenen Cyclocalopins schmeckt es bitter, mit zunehmendem Alter schwächer.

### Mikroskopische Merkmale
Die Hutdeckschicht (Pileipellis) besteht aus verwobenen fädigen Hyphen. Die glatten, leicht dickwandigen Sporen sind typisch röhrlingsartig, fast spindelig, elliptisch bis etwas länglich geformt. In Kalilauge erscheinen sie annähernd hyalin und in Melzers Reagenz gelblich-braun. Die Hymenophoraltrama ist abweichend bilateral und entspricht dem Boletus-Subtyp. Schnallenverbindungen an den Zwischenwänden (Septen) der Pilzfäden fehlen. Die sterilen Elemente auf der Röhrenfläche (Pleurozystiden) und den Röhrenmündungen (Cheilozystiden) sind flaschenförmig und dünnwandig.

## Ökologie
Caloboletus-Arten bilden Ektomykorrhiza mit verschiedenen Laub- und Nadelbäumen aus den Familien der Buchengewächse (Fagaceae) und Kieferngewächse (Pinaceae).

## Verbreitung
Die Vertreter der Gattung sind überwiegend in subtropischen und temperaten Regionen der Holarktis verbreitet.

## Arten
Die Gattung Caloboletus umfasst weltweit 12 Arten, von denen 4 in Europa vorkommen bzw. zu erwarten sind.
| Caloboletus weltweit |                          |                                                     |
| \| Deutscher Name \| Wissenschaftlicher Name \| Autorenzitat \| \| ----------------------------- \| ------------------------ \| --------------------------------------------------- \| \| Schönfuß-Röhrling \| Caloboletus calopus \| (Persoon 1801) Vizzini 2014 \| \| \| Caloboletus conifericola \| Vizzini 2014 \| \| \| Caloboletus firmus \| (Frost 1874) Vizzini 2014 \| \| \| Caloboletus frustosus \| (Snell & E.A. Dick 1941) D. Arora & J.L. Frank 2014 \| \| \| Caloboletus inedulis \| (Murrill 1938) Vizzini 2014 \| \| Rötender Bitter-Röhrling \| Caloboletus kluzakii \| (Šutara & Špinar 2006) Vizzini 2014 \| \| \| Caloboletus marshii \| D. Arora, C.F. Schwarz & J.L. Frank 2014 \| \| \| Caloboletus panniformis \| (Taneyama & Har. Takah. 2013) Vizzini 2014 \| \| \| Caloboletus peckii \| (Frost 1878) Vizzini 2014 \| \| Gefelderter Schönfuß-Röhrling \| Caloboletus polygonius \| (A.E. Hills & Vassiliades 1999) Vizzini 2014 \| \| Wurzelnder Bitter-Röhrling \| Caloboletus radicans \| (Persoon 1801 : Fries 1821) Vizzini 2014 \| \| \| Caloboletus roseipes \| (Bessette, Both & A.R. Bessette 2000) Vizzini 2014 \| \| \| Caloboletus rubripes \| (Thiers 1965) Vizzini 2014 \| \| \| Caloboletus yunnanensis \| Kuan Zhao & Zhu L. Yang 2014 \| |                          |                                                     |
| Deutscher Name | Wissenschaftlicher Name  | Autorenzitat                                        |
| Schönfuß-Röhrling | Caloboletus calopus      | (Persoon 1801) Vizzini 2014                         |
| | Caloboletus conifericola | Vizzini 2014                                        |
| | Caloboletus firmus       | (Frost 1874) Vizzini 2014                           |
| | Caloboletus frustosus    | (Snell & E.A. Dick 1941) D. Arora & J.L. Frank 2014 |
| | Caloboletus inedulis     | (Murrill 1938) Vizzini 2014                         |
| Rötender Bitter-Röhrling | Caloboletus kluzakii     | (Šutara & Špinar 2006) Vizzini 2014                 |
| | Caloboletus marshii      | D. Arora, C.F. Schwarz & J.L. Frank 2014            |
| | Caloboletus panniformis  | (Taneyama & Har. Takah. 2013) Vizzini 2014          |
| | Caloboletus peckii       | (Frost 1878) Vizzini 2014                           |
| Gefelderter Schönfuß-Röhrling | Caloboletus polygonius   | (A.E. Hills & Vassiliades 1999) Vizzini 2014        |
| Wurzelnder Bitter-Röhrling | Caloboletus radicans     | (Persoon 1801 : Fries 1821) Vizzini 2014            |
| | Caloboletus roseipes     | (Bessette, Both & A.R. Bessette 2000) Vizzini 2014  |
| | Caloboletus rubripes     | (Thiers 1965) Vizzini 2014                          |
| | Caloboletus yunnanensis  | Kuan Zhao & Zhu L. Yang 2014                        |

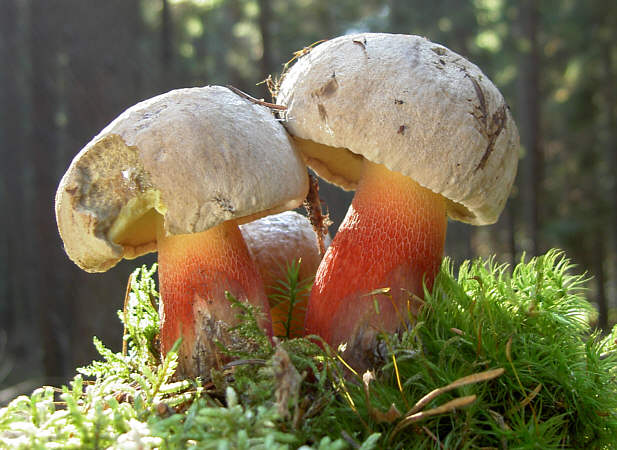
Schönfuß-Röhrling Caloboletus calopus
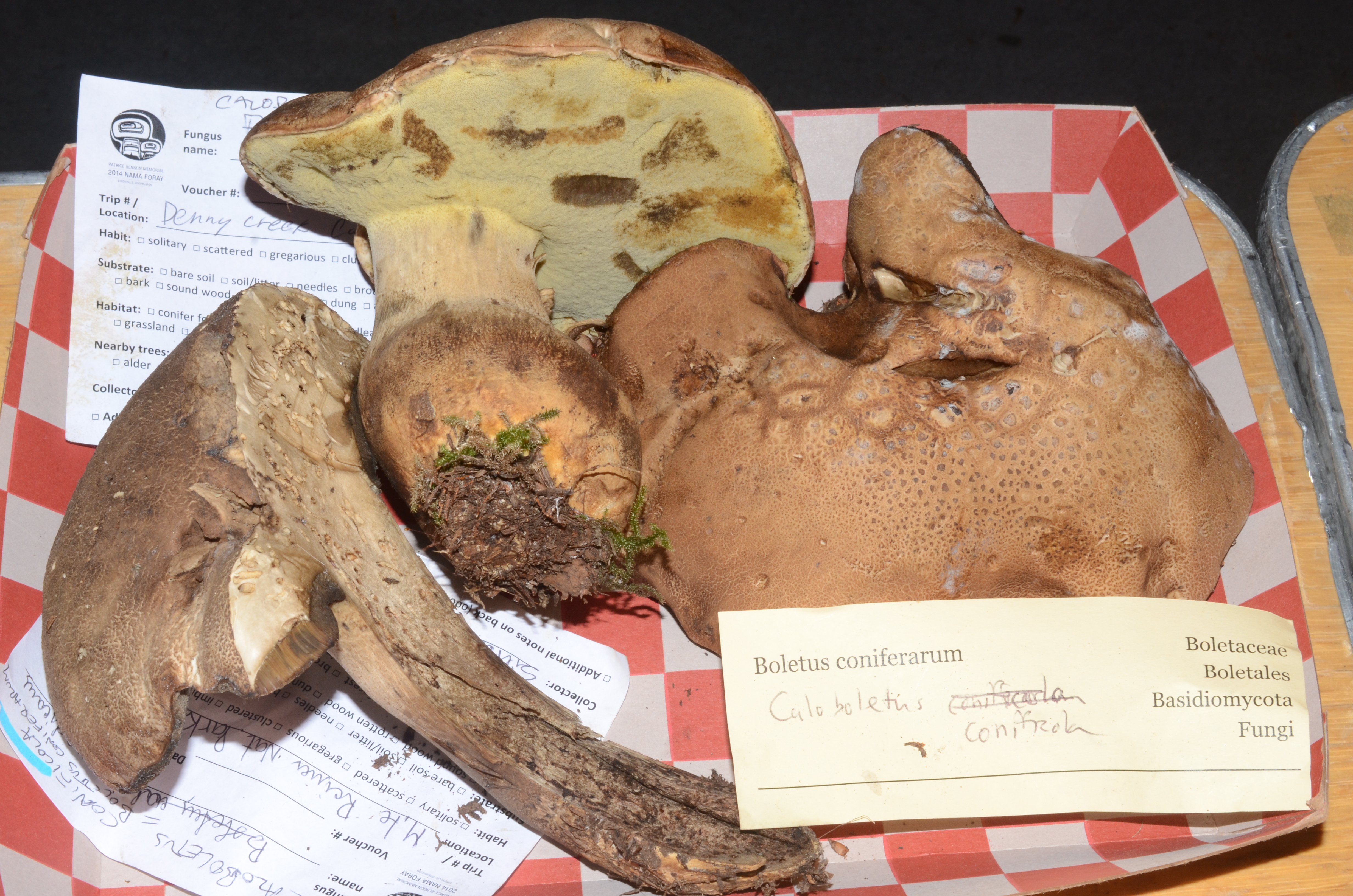
Caloboletus conifericola
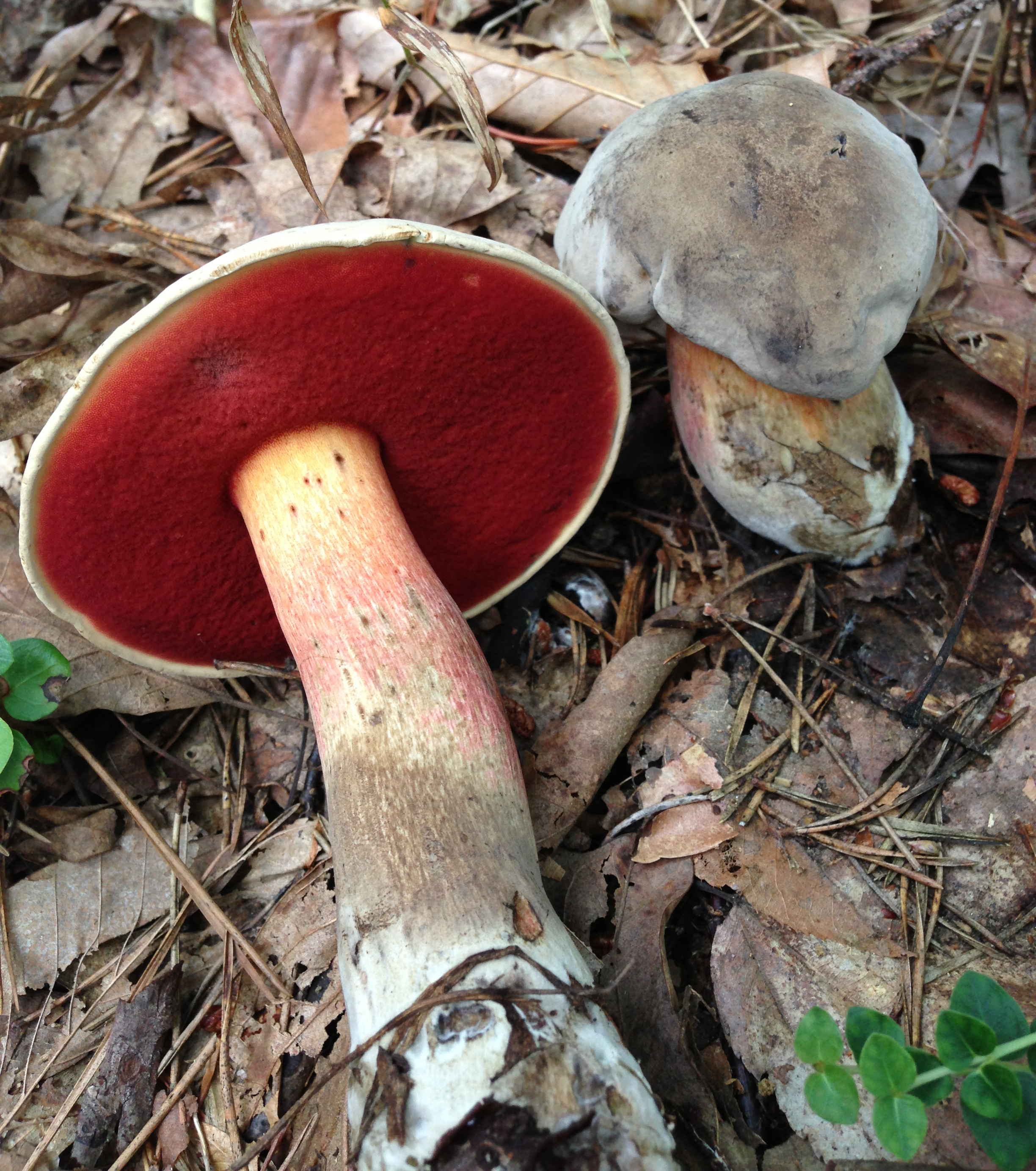
Caloboletus firmus
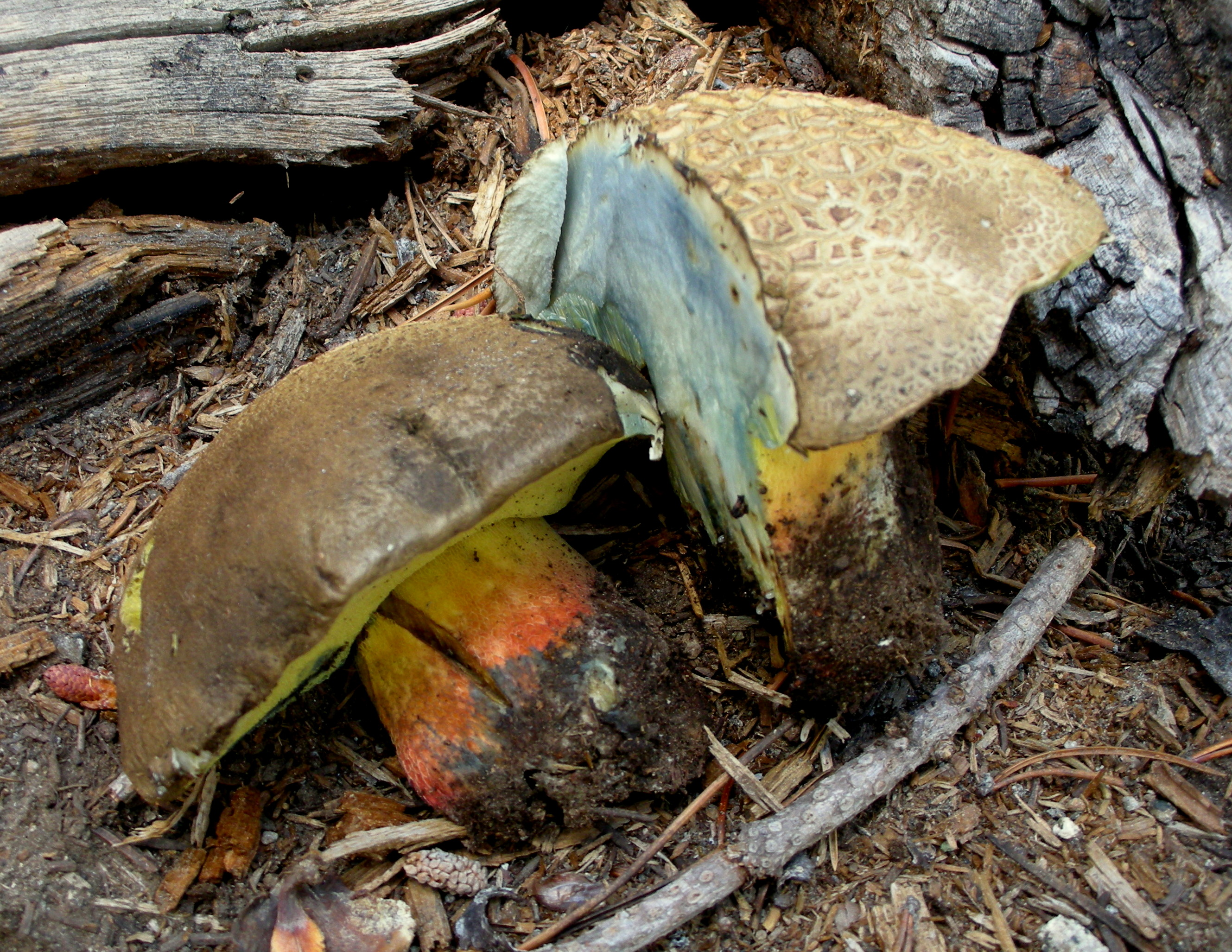
Caloboletus frustosus
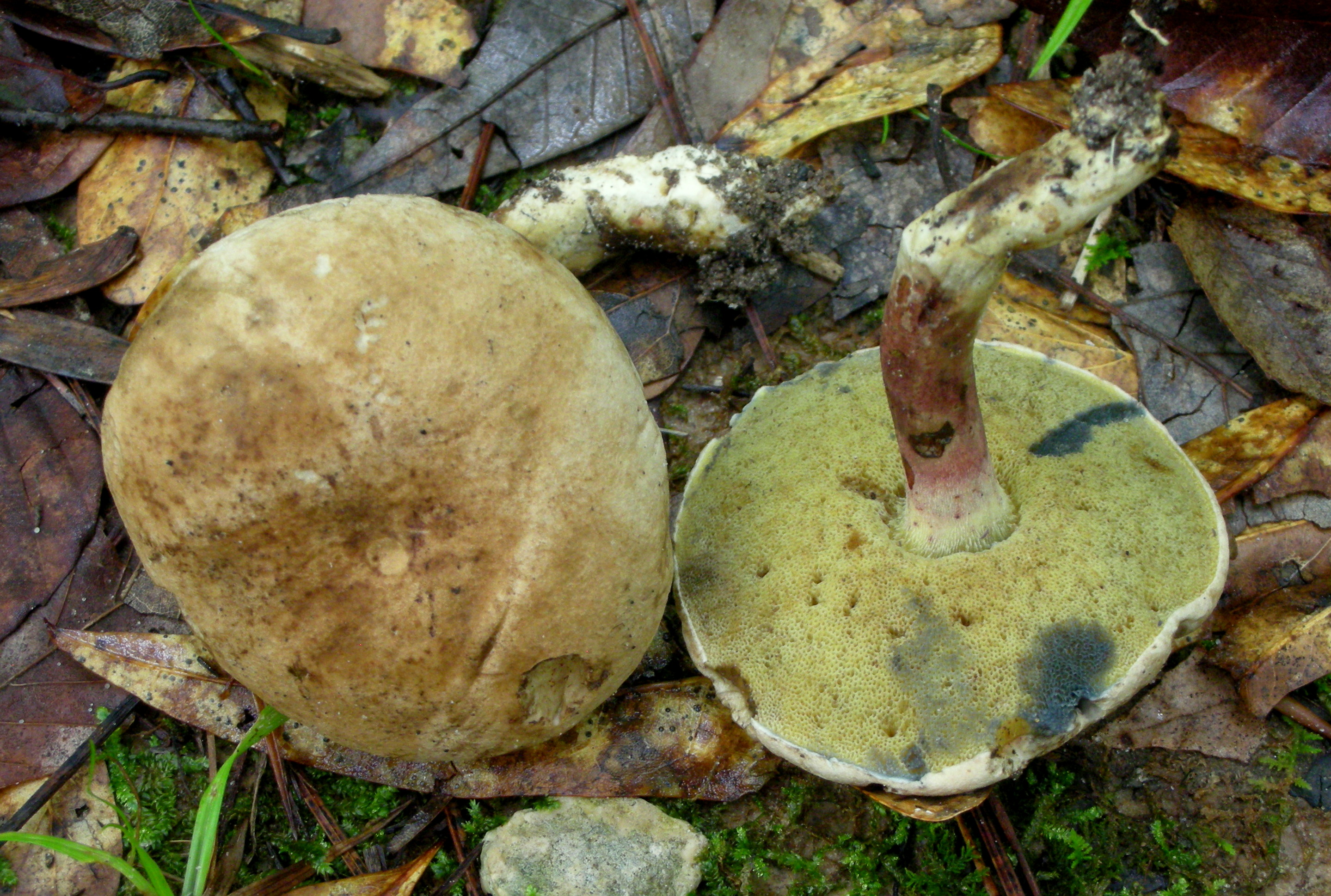
Caloboletus inedulis
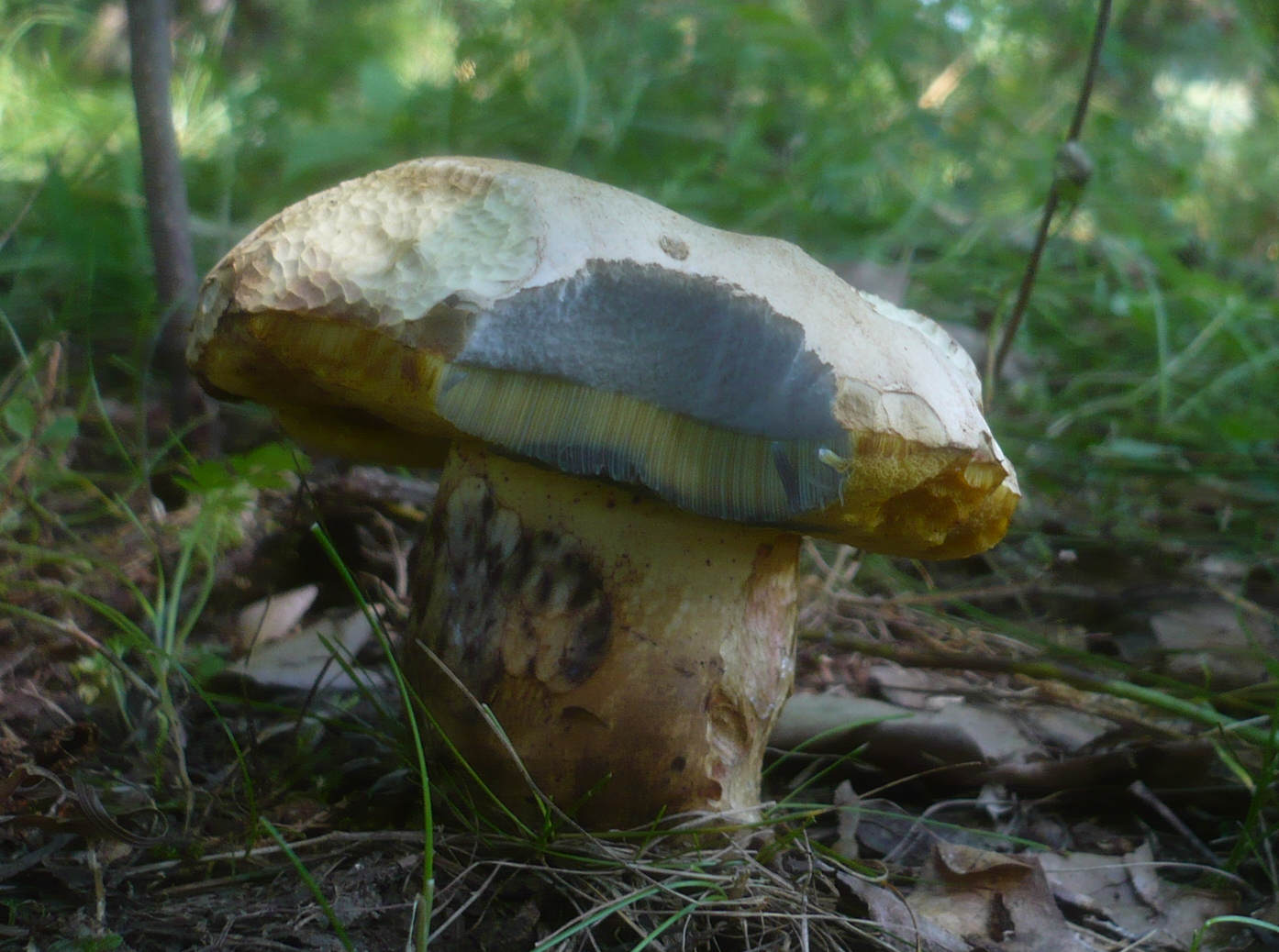
Rötender Bitter-Röhrling Caloboletus kluzakii
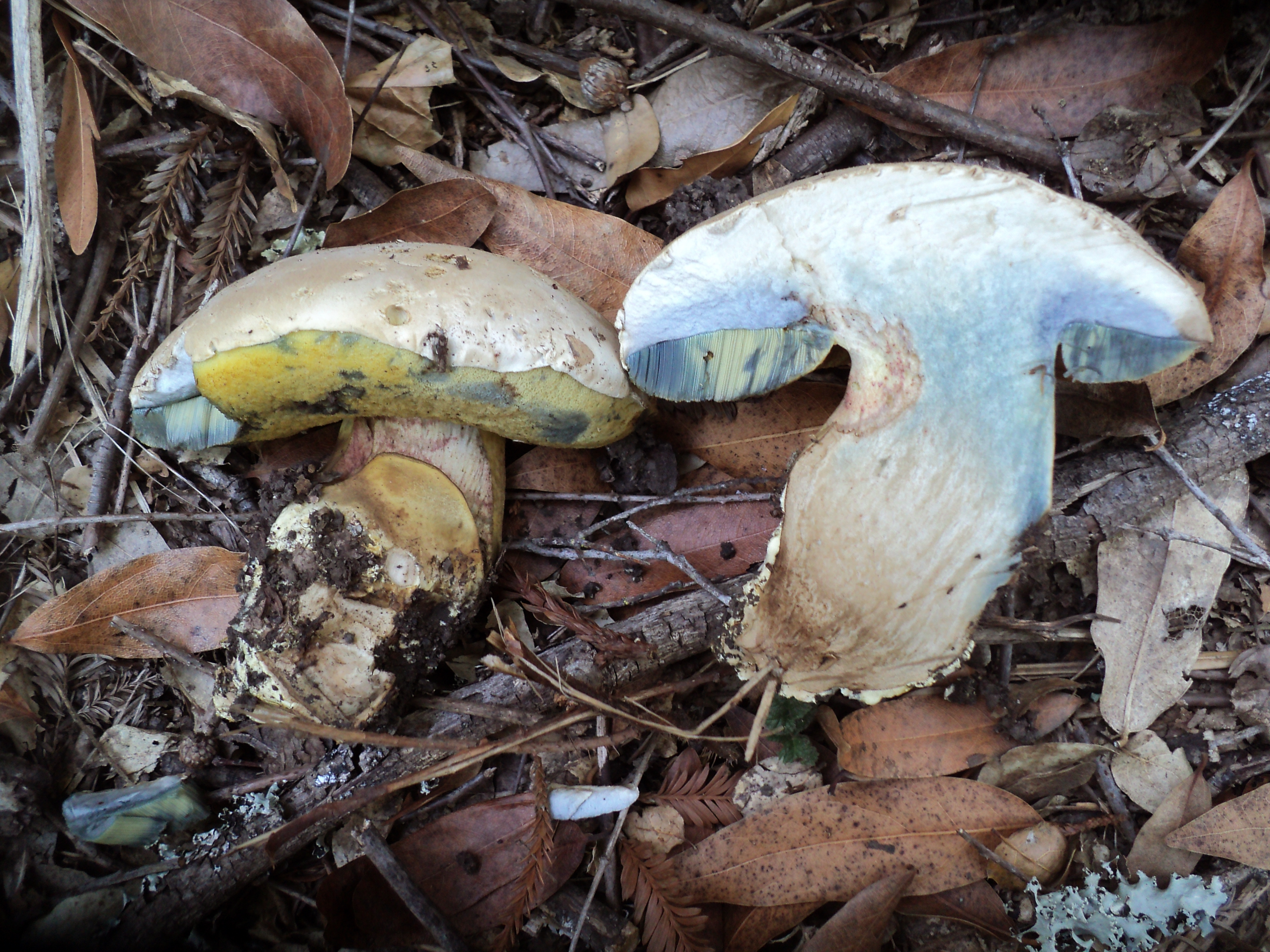
Caloboletus marshii
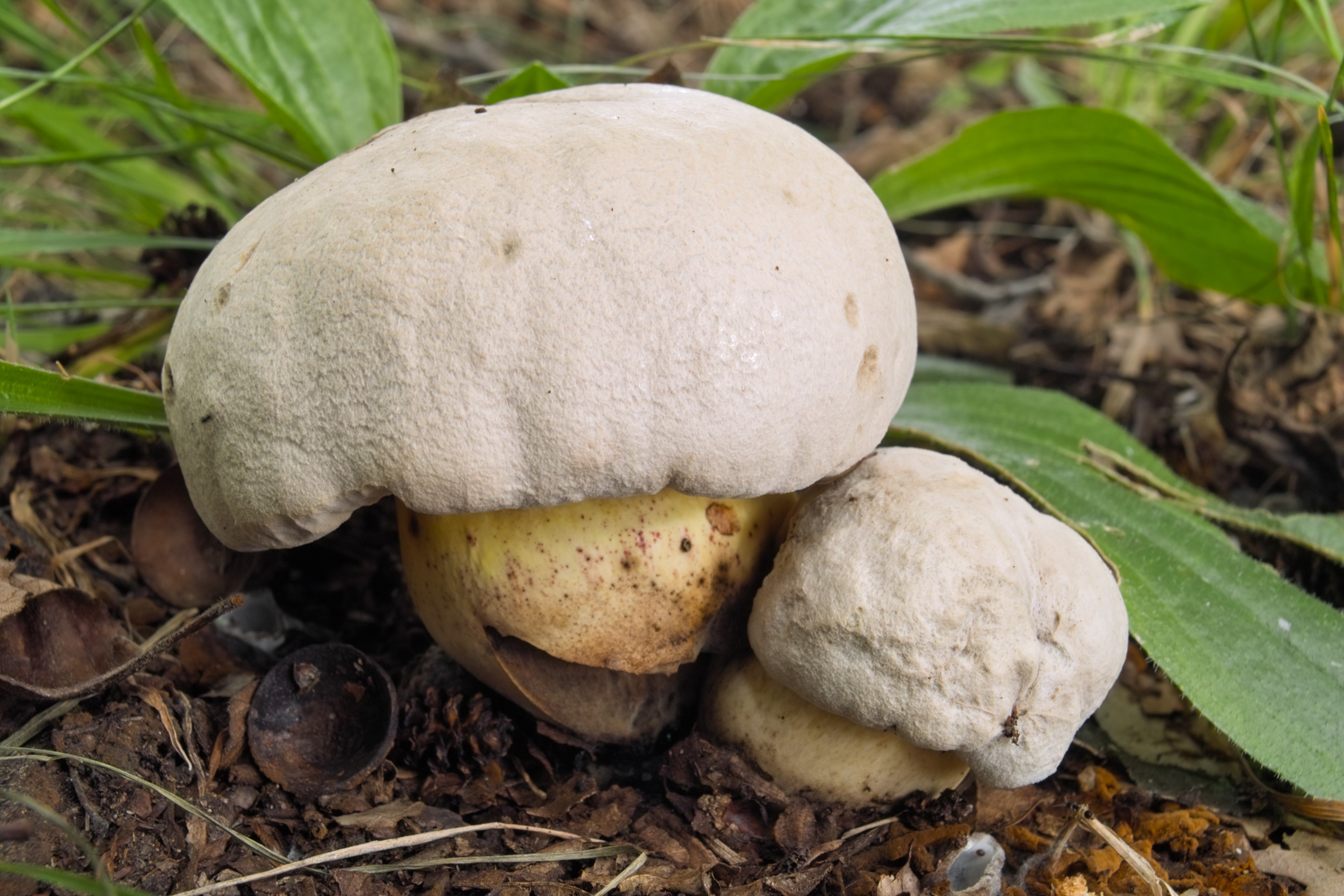
Wurzelnder Bitter-Röhrling Caloboletus radicans
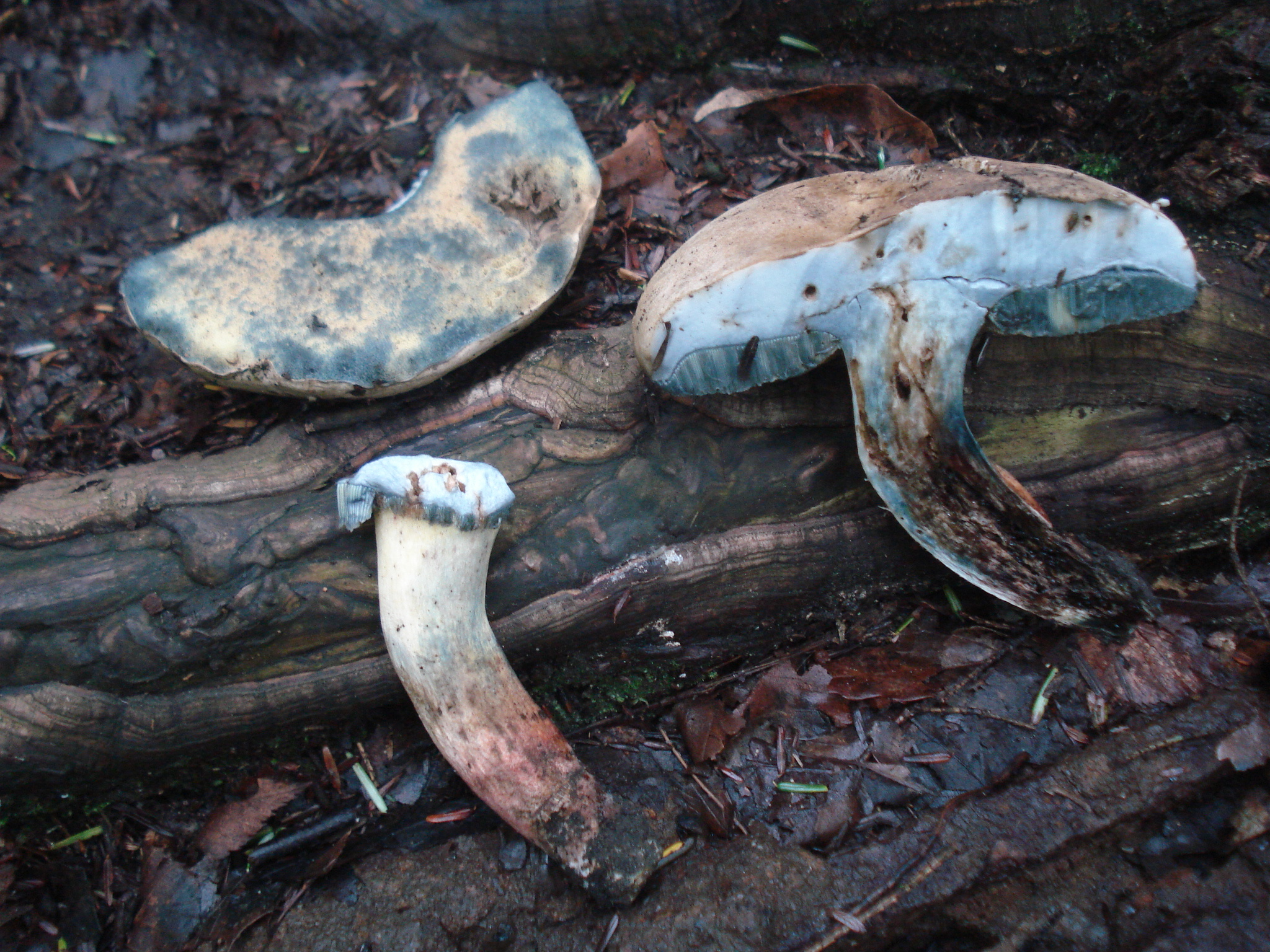
Caloboletus roseipes
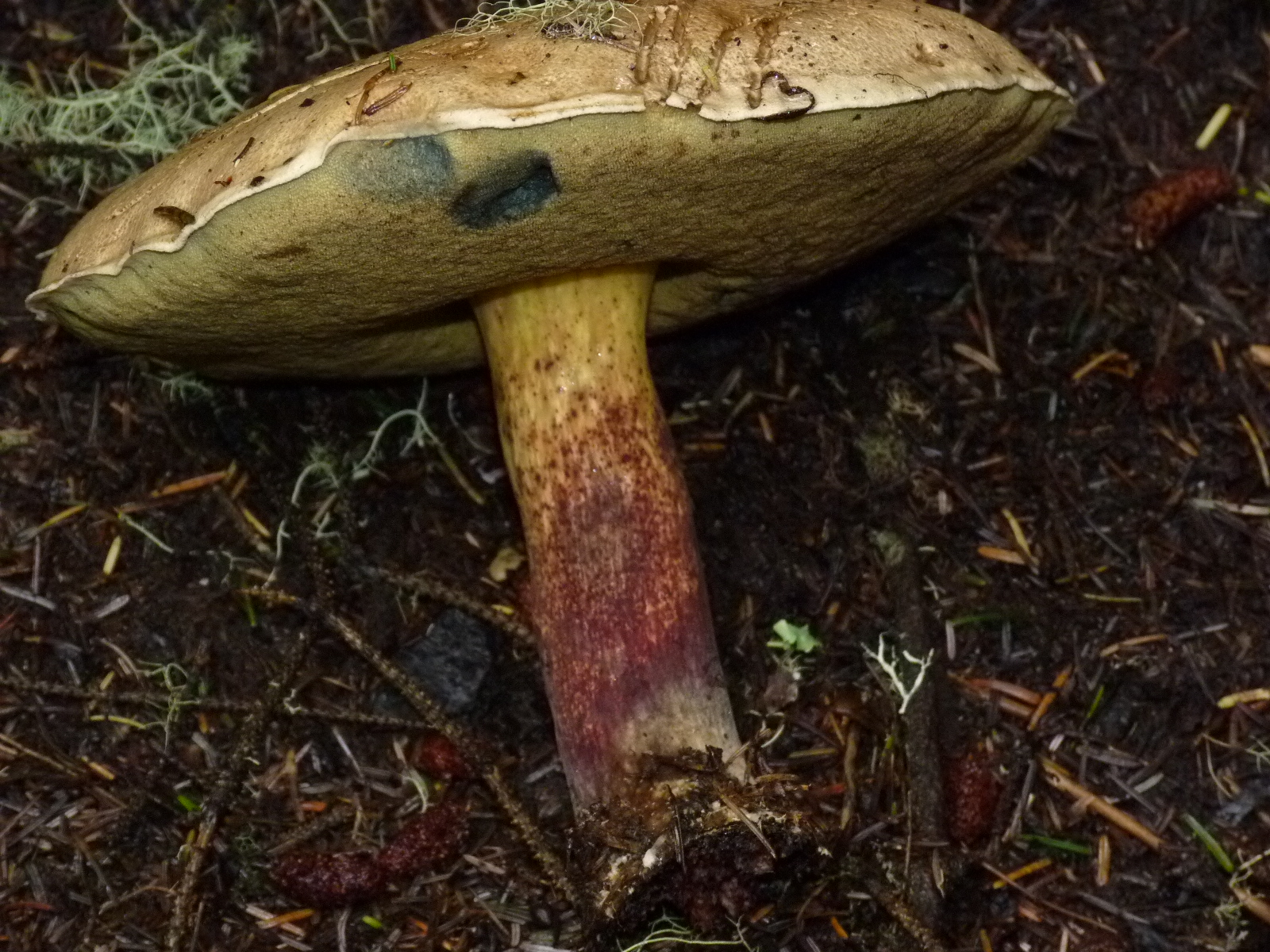
Caloboletus rubripes

## Systematik
Die Gattung entspricht recht gut der Sektion Calopodes aus der Gattung der Dickröhrlinge (Boletus) in der Auffassung von Lannoy & Estadès. Entsprechend den stammesgeschichtlichen Untersuchungen durch Binder & Hibbett 2006, Gelardi et al. 2013, Nuhn et al. 2013 und Wu et al. 2014 bilden die Arten der Sektion Calopodes eine neue Gattung in der Familie der Dickröhrlingsverwandten (Boletaceae).

## Namensherkunft
Der Gattungsname Caloboletus leitet sich von dem griechischen Wort calos „schön, nett“ ab und bezieht sich auf die schönen roten Farbtöne des Stiels, wie sie bei vielen Arten der Gattung vorkommen.